# Megadenus holothuricola
Megadenus holothuricola is een slakkensoort uit de familie van de Eulimidae. De wetenschappelijke naam van de soort is voor het eerst geldig gepubliceerd in 1910 door Rosen.